# La família de Carles IV
La família de Carles IV és un retrat col·lectiu pintat el 1800 per Francisco Goya (1746-1828). Es conserva al Museu del Prado de Madrid.

## Història
Un any abans de realitzar aquest quadre, Goya havia obtingut el més alt càrrec que un pintor podia assolir a Espanya: pintor de cambra al servei del rei, la mateixa distinció que havia obtingut Velázquez un segle i mig abans.
Gràcies a les cartes de la reina Maria Lluïsa de Parma a Manuel Godoy coneixem pas a pas la concepció del quadre. Goya va rebre l'encàrrec de pintar-lo quan la família reial passava una temporada al Palau Reial d'Aranjuez. Possiblement pel seu nou nomenament, Goya va idear una composició similar a Las Meninas, en al·lusió a Velázquez, qui havia ostentat el mateix càrrec al servei de Felip IV. Així, com a Las Meninas, la família no «posa» segons els cànons dels retrats oficials: els personatges s'agrupen de manera informal, en una escena quotidiana, i observen un altre personatge fora de l'emmarcament. Goya, com ja ha fet Velázquez, s'inclou al grup, en un segon pla, en actitud de pintar un quadre del mencionat personatge desconegut.
Goya mostra als personatges vestits amb luxoses robes de seda i amb abundants joies i condecoracions. Contemplen algú que posa davant ells per a Goya; es suposa que és Manuel Godoy, primer ministre i protegit dels reis. Igual que va fer Velázquez, Goya apareix junt als reis i demostra la seva proximitat a ells, però ocupa un pla secundari per no acaparar protagonisme.
Altres traços que recorden Las Meninas són la presència de dos quadres a la paret del fons i el fet que Goya s'autoretrati darrere el llenç que pinta, en el seu paper de creador al servei dels reis. Ell sempre va reconèixer Velázquez, al costat de Rembrandt i la Natura com els seus tres únics mestres.
Goya va començar per fer en Aranjuez uns estudis del natural d'alguns dels personatges, per servir-se d'ells al quadre definitiu. Va pintar deu esbossos individuals, dels quals el museu del Prado posseeix cinc.
Sembla que el quadre definitiu no va suscitar l'entusiasme de la família reial, que esperava una pintura més grandiosa, semblant a La família de Felip V, obra de Louis-Michel van Loo. Tanmateix, no va ser mal acollit i sembla que els seus protagonistes es van veure fidelment representats. Encara que alguns rostres poc agraciats suggereixen el contrari, es descarta que Goya es mofés dels personatges, encara que la seva objectivitat permet de jutjar als protagonistes amb sarcasme.
S'explica que Renoir, en visitar el Museu del Prado i veure aquest quadre, va exclamar: «El rei sembla un taverner, i la reina sembla una hostalera... o una mica pitjor, però quins diamants li va pintar Goya!».